# Симакадзэ (эсминец, 1942)
Симакадзэ (яп. 島風 островной ветер) — экспериментальный эскадренный миноносец Императорского флота Японии.
Заказан в 1939 году по Четвёртой программе пополнения флота как прототип новой серии эсминцев типа C. Построен в 1941-43 годах арсеналом флота в Майдзуру. Самый быстрый и несущий самое сильное торпедное вооружение из японских эсминцев.
Несмотря на свои выдающиеся характеристики, «Симакадзэ» большую часть своей службы использовался в эскортных целях и погиб 11 ноября 1944 года при разгроме конвоя на Лейте, который прикрывал.

## История создания и конструкция
Строительство экспериментального эсминца было включено в Четвёртую программу пополнения флота, принятую японским парламентом в марте 1939 года. Корабль, получивший временное обозначение #125, должен был стать прототипом серии эсминцев типа C, сочетающих мощное торпедное вооружение и высокую скорость хода.
Эсминец проекта F-52 базировался на новейшем типе «Югумо», неся главный калибр из 3×2 127-мм/50 орудий в универсальных установках типа D. Однако за счёт удлинения корпуса на 7,6 м вместо двух счетверённых 610-мм торпедных аппаратов (тип 94) удалось разместить три спятерённых (тип 0). При этом систему их быстрой перезарядки решили не устанавливать из-за слишком большого верхнего веса.
В качестве паротурбинной установки были установлены два турбозубчатых агрегата мощностью по 37 500 лошадиных сил — самые мощные из применявшихся на японских эсминцах. Каждый из этих агрегатов включал в себя четыре основные турбины: высокого давления, среднего давления № 1, среднего давления № 2 и низкого давления, работавших на один вал через редуктор. Также имелись две турбины крейсерского хода (высокого и низкого давления), соединённые передачей с турбиной среднего давления № 2. Агрегаты работали на вырабатывающемся котлами перегретом паре с температурой (400 °C) с давлением 38,9 кгс/см².
Получивший имя «Симакадзэ» эсминец был заложен 8 августа 1941 года на стапеле арсенала флота в Майдзуру и спущен на воду 18 июля 1942 года. На ходовых испытаниях 7 апреля 1943 года он развил максимальную скорость в 40,9 узлов при мощности силовой установки в 79 240 лошадиных сил. Флоту корабль был передан 10 мая 1943 года. К моменту вступления в строй «Симакадзэ» получил РЛС обнаружения надводных целей № 22 на фок-мачте, малокалиберная зенитная артиллерия осталась прежней — два строенных 25-мм автомата тип 96 в центральной части и один спаренный 13,2-мм пулемёт в передней части мостика.
В проект Пятой программы пополнения флота в 1941 были включены 16 серийных эсминцев типа C. Однако вместе неё в сентябре 1942 года была принята модифицированная Пятая программа, по которой планировалась только постройка эсминцев типа A (#5041-5048, тип «Ямасамэ»/«Кай-Югумо») и B (#5061-5083, «Ямадзуки»/«Кай-Акидзуки»). И из этих кораблей ни один не был заложен — большие потери привели к переходу на строительство более простых единиц.

## История службы
После вступления в строй «Симакадзэ» был придан 11-й эскадре эсминцев (ЭЭМ) Первого флота, и первые два месяца службы занимался боевой подготовкой. 1-5 июля 1943 года он перешёл из Курэ на остров Парамушир. 7-17 июля эсминец участвовал в первой попытке эвакуации Кыски, прерванной из-за плохой погоды. При этом 10 июля его переподчинили 2-й ЭЭМ Второго флота. Участвовал «Симакадзэ» и в втором походе к Кыске 22 июля-1 августа, входя в соединение прикрытия (эсминцы «Вакаба», «Хацусимо», «Наганами» и «Самидарэ»), и с 26 июля — будучи его флагманским кораблём (флаг капитана 1-го ранга Сигэтака Амано, командира 21-го дивизиона эсминцев).
3-6 августа эсминец вместе с тяжёлым крейсером «Мая» перешёл с Парамушира в Йокосуку, где стал на докование. 15-20 сентября «Симакадзэ» сопроводил «Маю» и «Тёкай» из Йокосуки на Трук. На обратном пути 21-26 сентября он эскортировал авианосцы «Тайё» и «Тюё». «Тайё» при этом был торпедирован 24 сентября, но тем не менее доведён на буксире «Тюё» до мест назначения. 4-10 октября «Симакадзэ» и «Садзанами» прикрывали переход «Тюё» из Йокосуки на Трук.
17-26 октября эсминец вместе со всем флотом выходил с Трука к атоллу Эниветок для поиска американских авианосных соединений. 2-5 ноября он эскортировал танкеры «Амацу-Мару» и «Нитиэй-Мару» с Трука в Рабаул. 5-8 ноября «Симакадзэ» сопроводил по обратному маршруту тяжёлые крейсера «Могами» и «Судзуя». 11-15 ноября им эскортировались тяжёлые крейсера «Такао» и «Атаго» на переходе с Трука в Йокосуку. 26 ноября-1 декабря «Симакадзэ» вместе с эсминцами «Акидзуки», «Таманами» и «Таникадзэ» сопроводил авианосцы «Сёкаку» и «Титосэ» обратно на Трук.
В период с декабря 1943 года по февраль 1944 года эсминец занимался эскортом конвоев из танкеров между Труком, Сайпаном, Палау, Давао и Баликпапаном. В частности, 8-17 января 1944 года он сопровождал вместе с «Наганами» три танкера из Баликпапана на Трук с заходом на Палау. Два из трёх танкеров при этом было потеряно от торпед американских подлодок — «Ниппон-Мару» и «Кэнъё-Мару».
4-14 марта 1944 года «Симакадзэ» вместе «Икадзути» сопроводил плавбазу летающих лодок «Акицусима» с Палау в Йокосуку с заходом на Сайпан. С 17 марта по 12 апреля эсминец прошёл в Курэ ремонт. По его окончании с 20 апреля по 1 мая он сопроводил линкор «Ямато» и тяжёлый крейсер «Мая» из Курэ в Линггу с заходом в Манилу. 12-15 мая «Симакадзэ» в составе флота перешёл из Лингги в Тави-Тави. 10-12 июня эсминец вместе с «Носиро», «Окинами», «Новаки» и «Ямагумо» сопроводил линкоры «Ямато» и «Мусаси» из Тави-Тави на острова Бачан.
13 июня «Симакадзэ» покинул Бачан, и 19-20 июня участвовал в сражении у Марианских островов, входя в состав эскорта соединения адмирала Куриты. После перехода в Курэ в конце июня он прошёл ремонт с модернизацией — установлены РЛС обнаружения воздушных целей № 13 (на передней части грот-мачты) и дополнительные 25-мм автоматы (один строенный и семь одиночных) и 13,2-мм пулемёты (один одиночный).
8-16 июля эсминец сопроводил транспорты с войсками из Курэ на Окинавы, затем перешёл в Линггу, где простоял несколько месяцев. Только 18-20 октября он вместе с флотом перешёл в Бруней. В сражении в в заливе Лейте 23-25 октября «Симакадзэ» входил в состав Первого набегового соединения адмирала Куриты. 24 октября во время боя в море Сибуян он снял с тяжело повреждённого линкора «Мусаси» спасённых ранее членов экипажа крейсера «Мая», потопленного американской подлодкой. 25 октября во время боя у острова Самар он находился в глубоком тылу, и никакого участия в нём не принял. Суммарно за 24-25 октября эсминец получил лёгкие повреждения от близких разрывов и столкновения с «Акисимо».

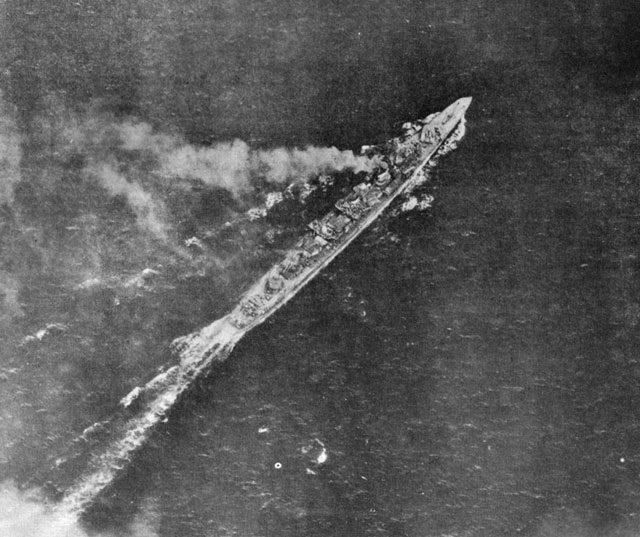
«Симакадзэ» незадолго до гибели 11 ноября 1944 года в Ормокском заливе.

27-29 октября после дозаправки в бухте Корон «Симакадзэ» перешёл в Бруней, а оттуда — в Манилу 31 октября. 4 ноября он стал флагманом 2-й ЭЭМ (командующий — контр-адмирал Микио Хаякава). 9 ноября он вышел вместе с третьим конвоем к Ормоку на острове Лейте, включавшем в себя также эсминцы «Наганами», «Хаманами», «Вакацуки», «Асасимо» и транспорты «Целебес-Мару», «Тайдзан-Мару», «Микаса-Мару», «Сэйхо-Мару» и «Тэнсё-Мару» (с 2000 бойцов 26-й дивизии ЯИА и 6000 тонн груза). Однако 11 ноября конвой был атакован палубной авиацией американского 38-го оперативного соединения, и «Симакадзэ» стал одной из первых жертв боя — он сразу же потерял ход от попаданий бомб и близких разрывов, и дрейфовал, охваченный пламенем, весь день, прежде чем перевернулся и затонул. Всего с «Симакадзэ» и «Вакацуки» спаслось суммарно 167 человек, включая и раненного капитана 2-го ранга Увая. Адмирал Хаякава погиб вместе с кораблём.
10 января 1945 года «Симакадзэ» был исключён из списков флота.

## Командиры
- 20.3.1943 — 05.10.1943 капитан 2 ранга (тюса) Хирому Хиросэ (яп. 広瀬弘)[3];
- 05.10.1943 — 11.11.1944 капитан 2 ранга (тюса) Хироси Увай (яп. 上井宏)[3].